# Campionato tedesco di pallamano maschile
Il campionato tedesco di pallamano maschile è l'insieme dei tornei istituiti ed organizzati dalla DHB, la federazione di pallamano della Germania.
Dalla stagione 1949-50 esiste in Germania un campionato di massima divisione maschile; attualmente il torneo si chiama Handball-Bundesliga.
I vincitori di tale torneo si fregiano del titolo di campioni di Germania; dall'origine a tutto il 2013 si sono tenute 64 edizioni del torneo.
La squadra che vanta il maggior numero di campionati vinti è il THW Kiel con 18 titoli (l'ultimo nel 2012-13), a seguire il VfL Gummersbach con 12 titoli (l'ultimo nel 1990-91) e il Frisch Auf Göppingen con 9 titoli (l'ultimo nel 1971-72); l'attuale squadra campione in carica è il THW Kiel che ha vinto il titolo 2012-2013.

## Organigramma
Quella che segue è la struttura dei tornei.
| Livello | Campionato                         | Campionato                         | Campionato                         | Campionato                         | Campionato                         | Campionato                         | Campionato                         | Campionato                         |
| 1       | Handball-Bundesliga 20 clubs       | Handball-Bundesliga 20 clubs       | Handball-Bundesliga 20 clubs       | Handball-Bundesliga 20 clubs       | Handball-Bundesliga 20 clubs       | Handball-Bundesliga 20 clubs       | Handball-Bundesliga 20 clubs       | Handball-Bundesliga 20 clubs       |
| 2       | 2. Handball-Bundesliga 18 clubs    | 2. Handball-Bundesliga 18 clubs    | 2. Handball-Bundesliga 18 clubs    | 2. Handball-Bundesliga 18 clubs    | 2. Handball-Bundesliga 18 clubs    | 2. Handball-Bundesliga 18 clubs    | 2. Handball-Bundesliga 18 clubs    | 2. Handball-Bundesliga 18 clubs    |
| 3       | 3. Liga Girone Nord-Est 16 clubs   | 3. Liga Girone Nord-Est 16 clubs   | 3. Liga Girone Nord-Ovest 16 clubs | 3. Liga Girone Nord-Ovest 16 clubs | 3. Liga Girone Sud 16 clubs        | 3. Liga Girone Sud 16 clubs        | 3. Liga Girone Sud-Ovest 16 clubs  | 3. Liga Girone Sud-Ovest 16 clubs  |
| 4       | Regionalliga Campionati intra-Land | Regionalliga Campionati intra-Land | Regionalliga Campionati intra-Land | Regionalliga Campionati intra-Land | Regionalliga Campionati intra-Land | Regionalliga Campionati intra-Land | Regionalliga Campionati intra-Land | Regionalliga Campionati intra-Land |
| 5       | Oberliga                           | Oberliga                           | Oberliga                           | Oberliga                           | Oberliga                           | Oberliga                           | Oberliga                           | Oberliga                           |
| 6       | Verbandsliga                       | Verbandsliga                       | Verbandsliga                       | Verbandsliga                       | Verbandsliga                       | Verbandsliga                       | Verbandsliga                       | Verbandsliga                       |
| 7       | Bezirksliga                        | Bezirksliga                        | Bezirksliga                        | Bezirksliga                        | Bezirksliga                        | Bezirksliga                        | Bezirksliga                        | Bezirksliga                        |
| 8       | Kreisliga                          | Kreisliga                          | Kreisliga                          | Kreisliga                          | Kreisliga                          | Kreisliga                          | Kreisliga                          | Kreisliga                          |